# لبنى الكحلي
لبنى الكحلي هي سياسية مغربية، انُتخبت عضوًا في القائمة الوطنية في الانتخابات التشريعية المغربية 2016 ضمن قائمة حزب العدالة والتنمية، وهي عضوٌ في المجموعة البرلمانية لنفس الحزب وهي عضو نشط في اللجنة المالية والتنمية الاقتصادية.